# Гліптодонтові
Гліптодонтові (Glyptodontinae) — викопна родина великих броненосців, споріднених із вимерлими Chlamyphoridae та сучасними броненосцевими.
Представники цієї клади досягали до 1,5 метрів у висоту з максимальною масою тіла — близько 2 тонн. Їхній панцир міг важити до 400 кг і захищав від хижаків, наприклад, шаблезубих сумчастих з родини Thylacosmilidae. Череп високий, короткий, з масивними щелепами. Щічні зуби без емалі, росли постійно, щоб компенсувати стирання від шорсткої трави. Мали короткий гнучкий хвіст, що в деяких видів закінчувався шпичастою булавою, подібною до булави анкілозаврів, якою вони, ймовірно, відбивалися від хижаків.
Найдавніші загальновизнані скам'янілості гліптодонтів у Південній Америці відомі з пізнього еоцену, близько 38 мільйонів років тому. Група поширилася на південь Північної Америки після того, як континенти з'єдналися близько 2,7 мільйона років тому. Найвідоміший рід групи — гліптодон (Glyptodon).
Гліптодонти масово вимерли приблизно 12 000 років тому наприкінці пізнього плейстоцену, ставши частиною четвертинного вимирання, разом з більшістю інших великих тварин в Америці. Існують докази того, що на них полювали нещодавно прибулі палеоіндіанці, що, можливо, зіграло не останню роль у їхньому вимиранні.

## Галерея

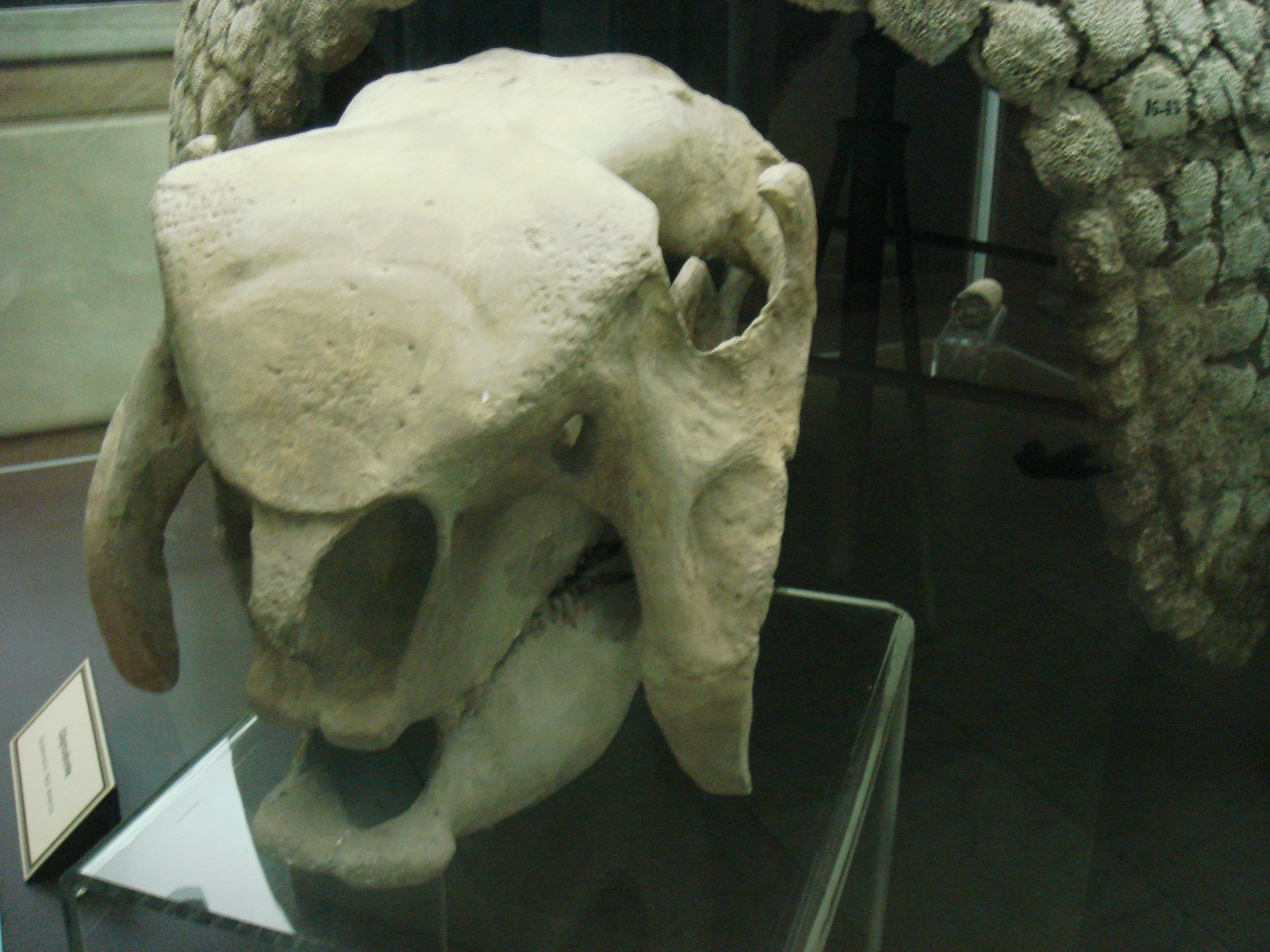
Череп гліптодона (Glyptodon)
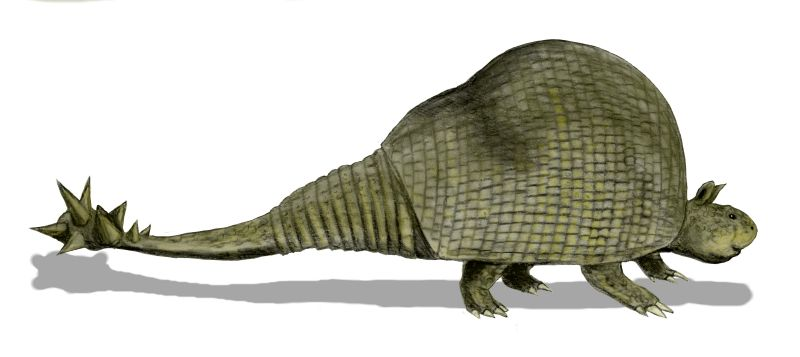
Реконструкція дедікуруса (Doedicurus)